# Vahtisaari (ö i Satakunta)
Vahtisaari är en ö i Finland. Den ligger i sjön Isojärvi och i kommunen Siikais i den ekonomiska regionen  Norra Satakunta ekonomiska region  och landskapet Satakunta, i den sydvästra delen av landet, 240 km nordväst om huvudstaden Helsingfors. Öns area är 0,8 hektar och dess största längd är 180 meter i öst-västlig riktning.